# Peugeot 4008
Peugeot 4008 — компактний кросовер бренду Peugeot.

## Перше покоління

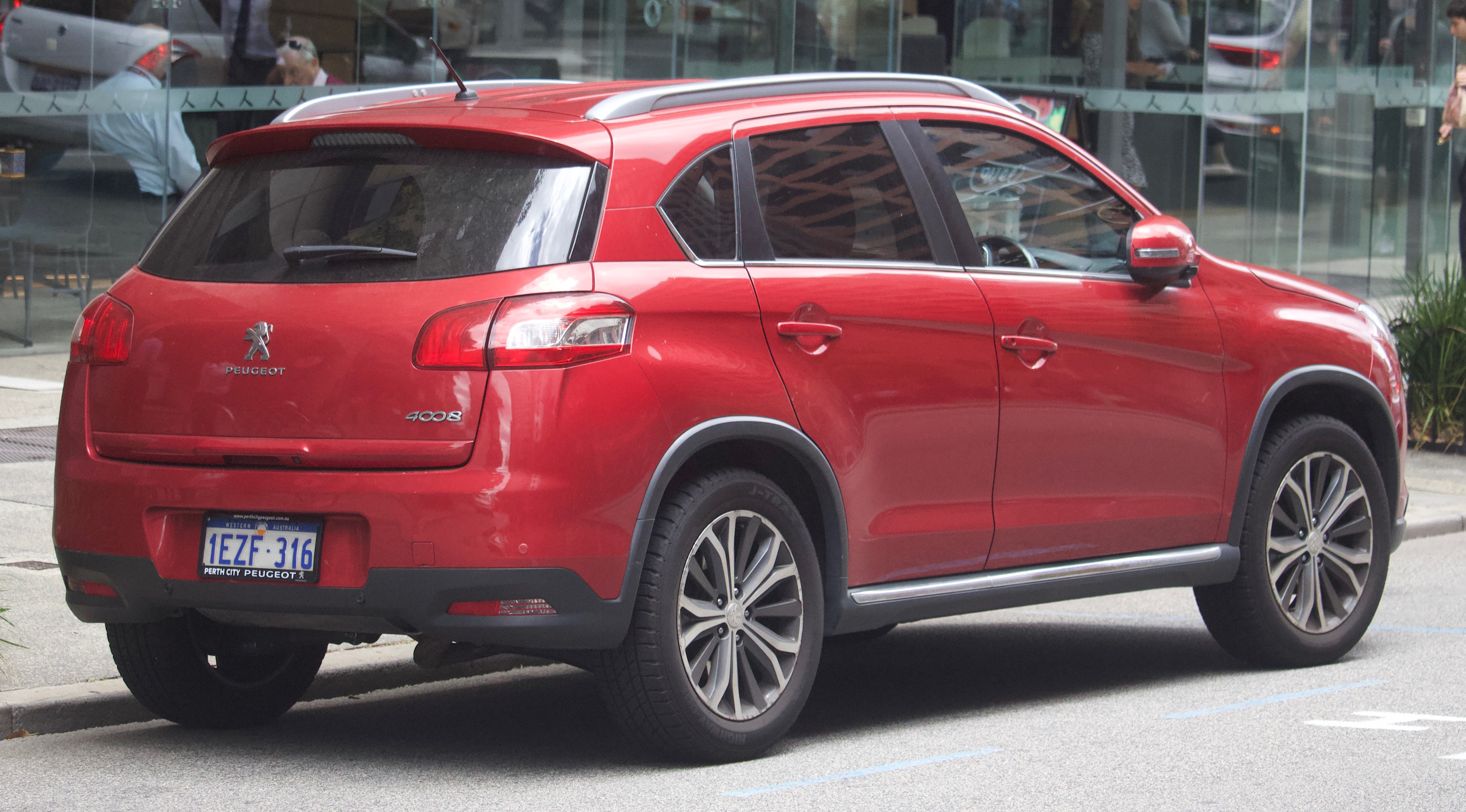
Peugeot 4008

Перша інформація про його появу з'явилася ще у вересні 2011 року , однак дебют автомобіля відбувся в березні 2012 року на Женевському автосалоні , разом з Peugeot 208. Він базується на платформі від Mitsubishi ASX, спільно з Citroën C4 Aircross.
Продажі почалися у квітні 2012 року.
Позашляховик Peugeot 4008 представлений у моделях Active та Allure. Автомобіль постачається з функцією сполучення телефону через Bluetooth, потоковим аудіо, камерою заднього виду, задніми сенсорами паркування та тонованим склом. До бази 4008 також входять: 16-дюймові литі диски коліс, аудіо система на шість динаміків, елементи управління аудіо системою на рульовому колесі, USB-підключення, передні протитуманні вогні, світлодіодні денні ходові вогні, автоматичні передні фари та склоочисники, автоматичне кондиціонування повітря, вікна з електроприводом, бардачок з функцією охолодження та круїз-контроль. Моделі Allure додадуть: ксенонові передні фари, шкіряну обшивку, 18-дюймові литі диски коліс, передні сидіння з підігрівом та пасажирське сидіння, яке налаштовується по висоті. Базовими елементами безпеки є: сім подушок безпеки, антиблокувальна гальмівна система, електронний контроль стабільності, функція допомоги при екстреному гальмуванні та триточкові ремені безпеки з натяжителями.   

## Друге покоління (з 2016 року)

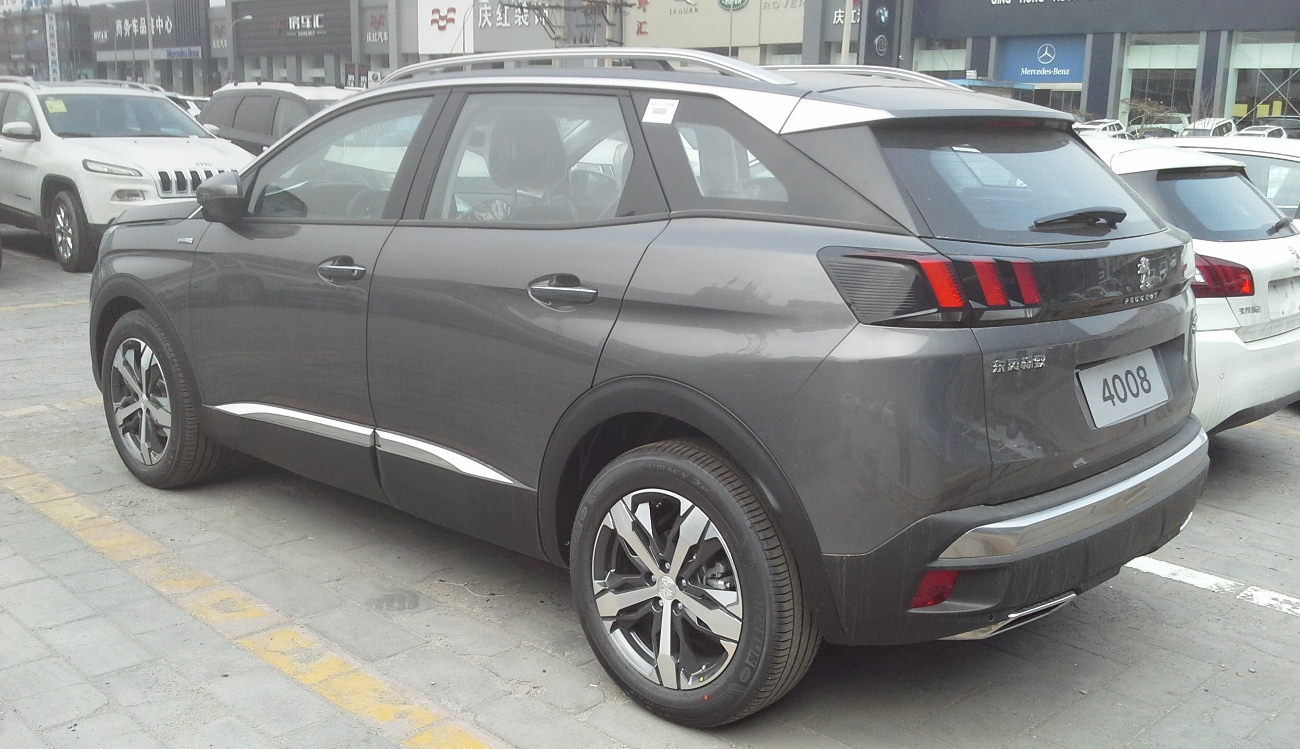
Peugeot 4008 II

В 2016 році в Китаї представлене друге покоління Peugeot 4008, що є версією з дещо збільшеною колісною базою, віносно європейського Peugeot 3008 другого покоління. Автомобіль збудований на модульній платформі EMP2.
Від моделей 3008 II та 5008 II взято і стилістичний підхід: можна сказати, що 4008 II є варіантом цих моделей, однак, вони є різними за колісною базою: в той час як два європейських позашляховика мають колісні бази 2,675 та 2,84 метра відповідно, то колісна база 4008 II складає 2,735 метра, що є золотою серединою між першими двома.
Таким чином, підлога була подовжена на 6 см в порівнянні з другим поколінням європейського 3008, та довжина всього кузова 4008 II також стала на 6 см більше. В іншому стиль не відрізняється і походить від концептів Quartz та Exalt.
Виробництво 4008 II, як автомобіля, призначеного тільки для китайського ринку, відбувається на новому заводі DPCA в Ченду, в центральному Китаї. Його маркетинг був запущений в листопаді 2016 року. У 2019 році дві існуючі версії в лінійці були перейменовані в 350 THP (об'єм двигуна 1598 см³) і 380 THP (1751 см³).
Обидва двигуни поєднуються з 6-ступінчатою автоматичною коробкою передач EAT6

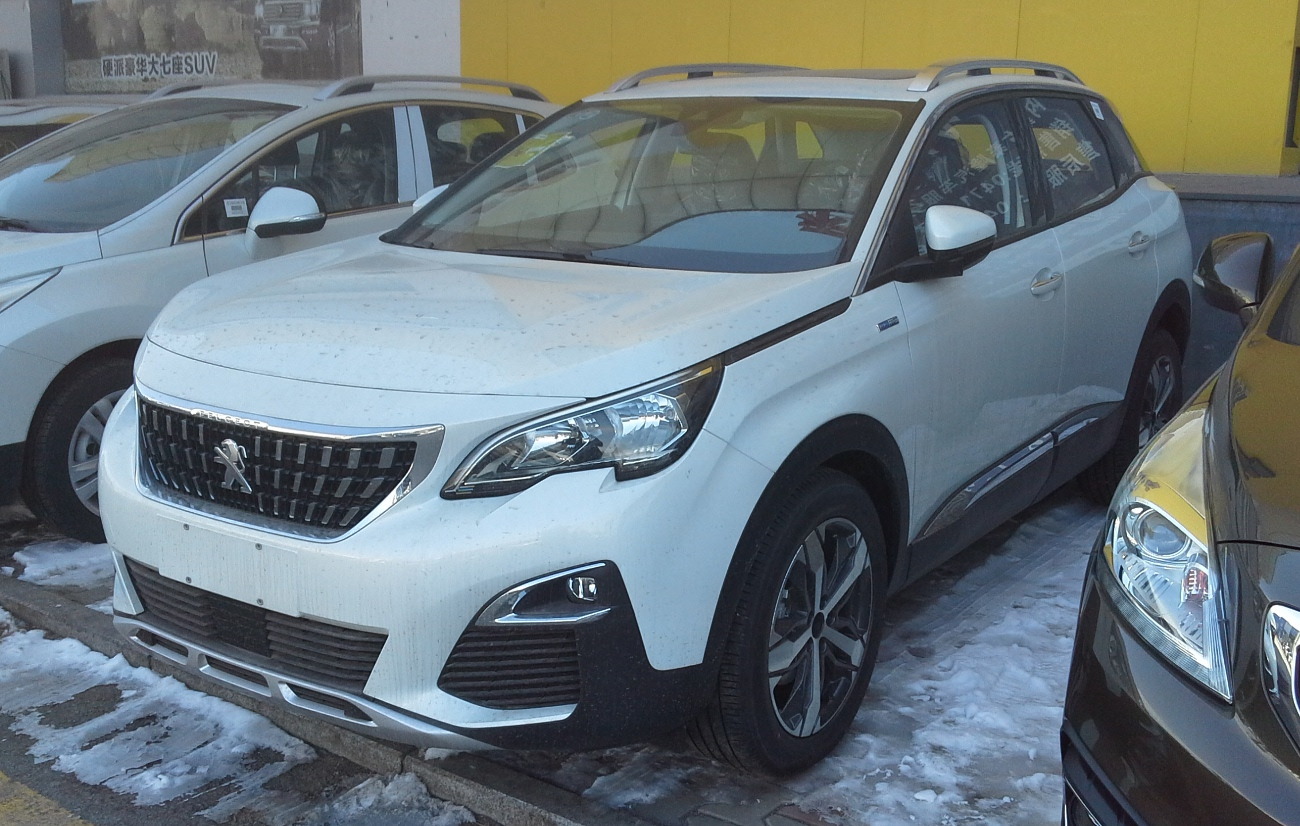
Peugeot 4008 II
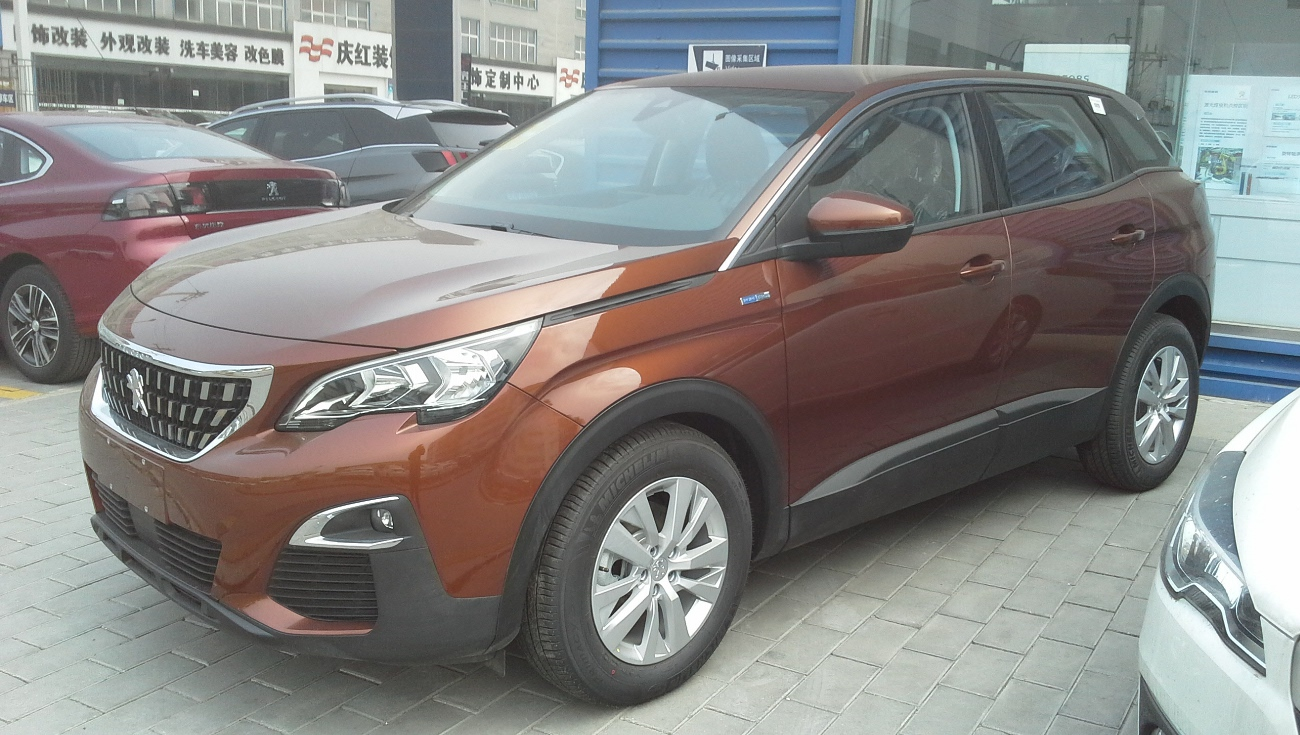
Peugeot 4008 II
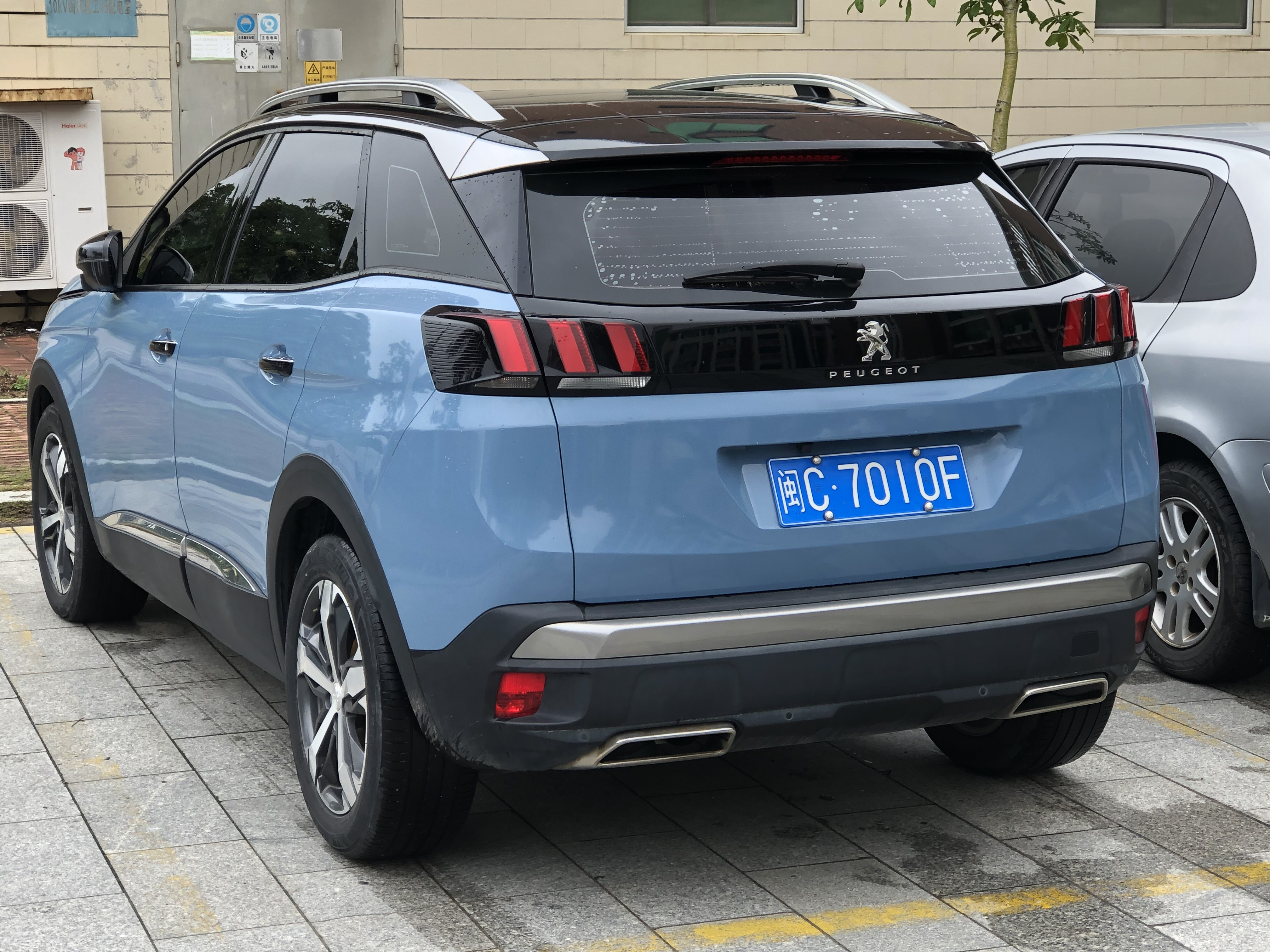
Peugeot 4008 II
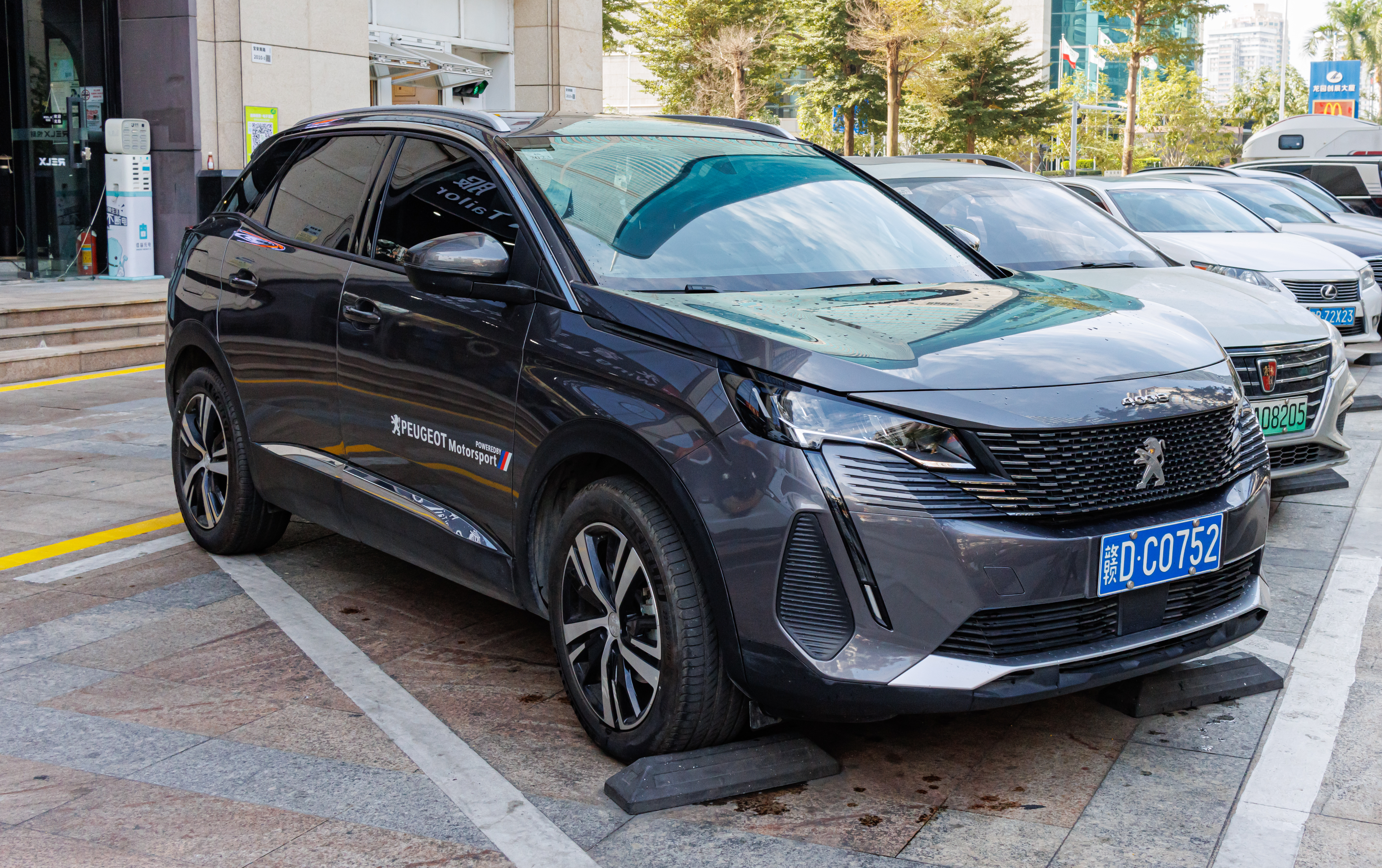
Peugeot 4008 II фейсліфт
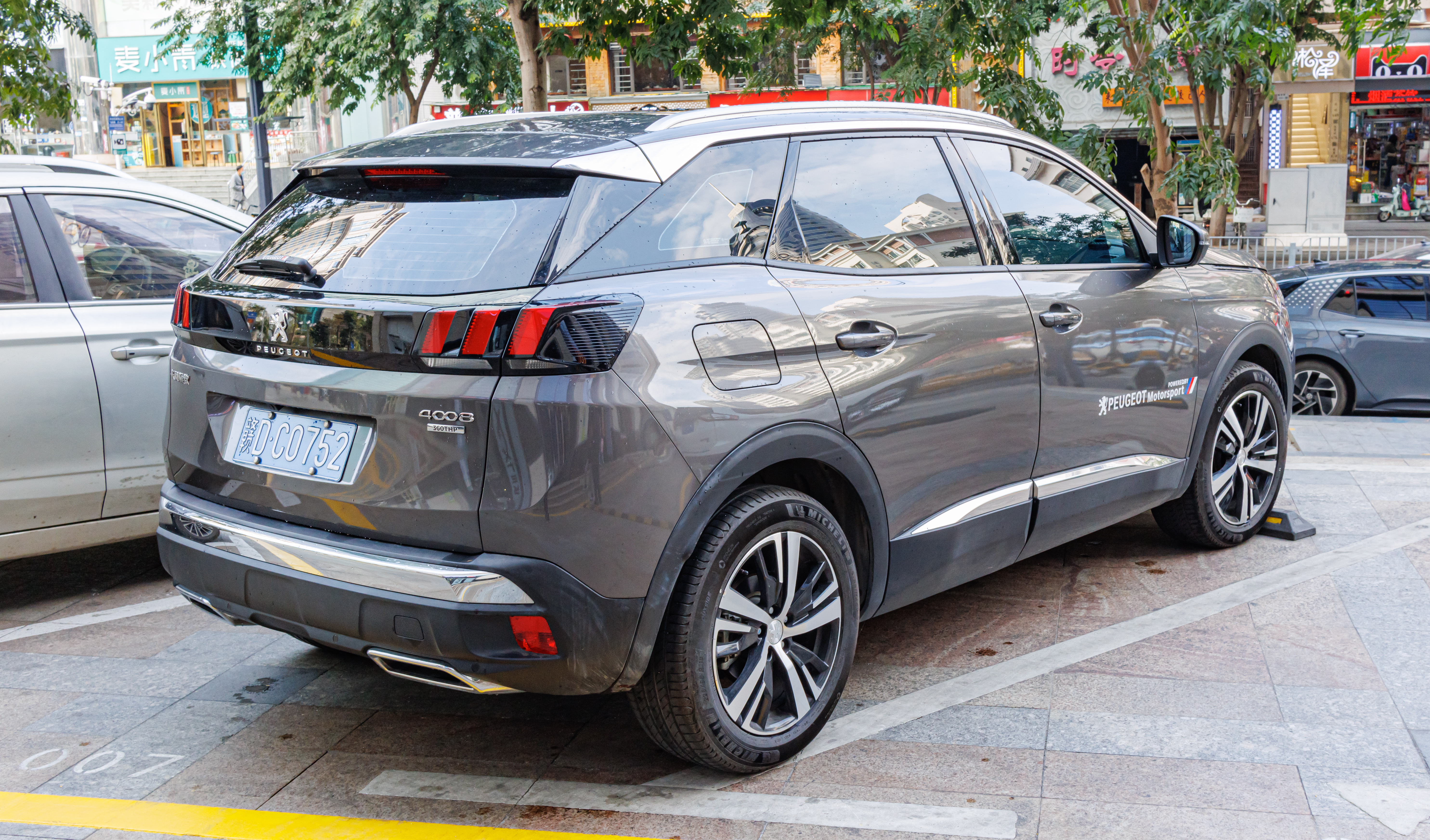
Peugeot 4008 II фейсліфт